# غريغوريو فارغاس
غريغوريو فارغاس (بالإسبانية: Gregorio Vargas)‏ (27 أكتوبر 1970 بولاية هيدالغو في المكسيك - ) هو ملاكم مكسيكي، صنّف ضمن فئة وزن الريشة السوبر ‏ ووزن الخفيف ووزن الريشة ‏.

## وصلات خارجية
- غريغوريو فارغاس على موقع بوكس ريك (الإنجليزية) (registration required)